# 厄斯特河
51°12′49″N 7°52′18″E / 51.21361°N 7.87167°E

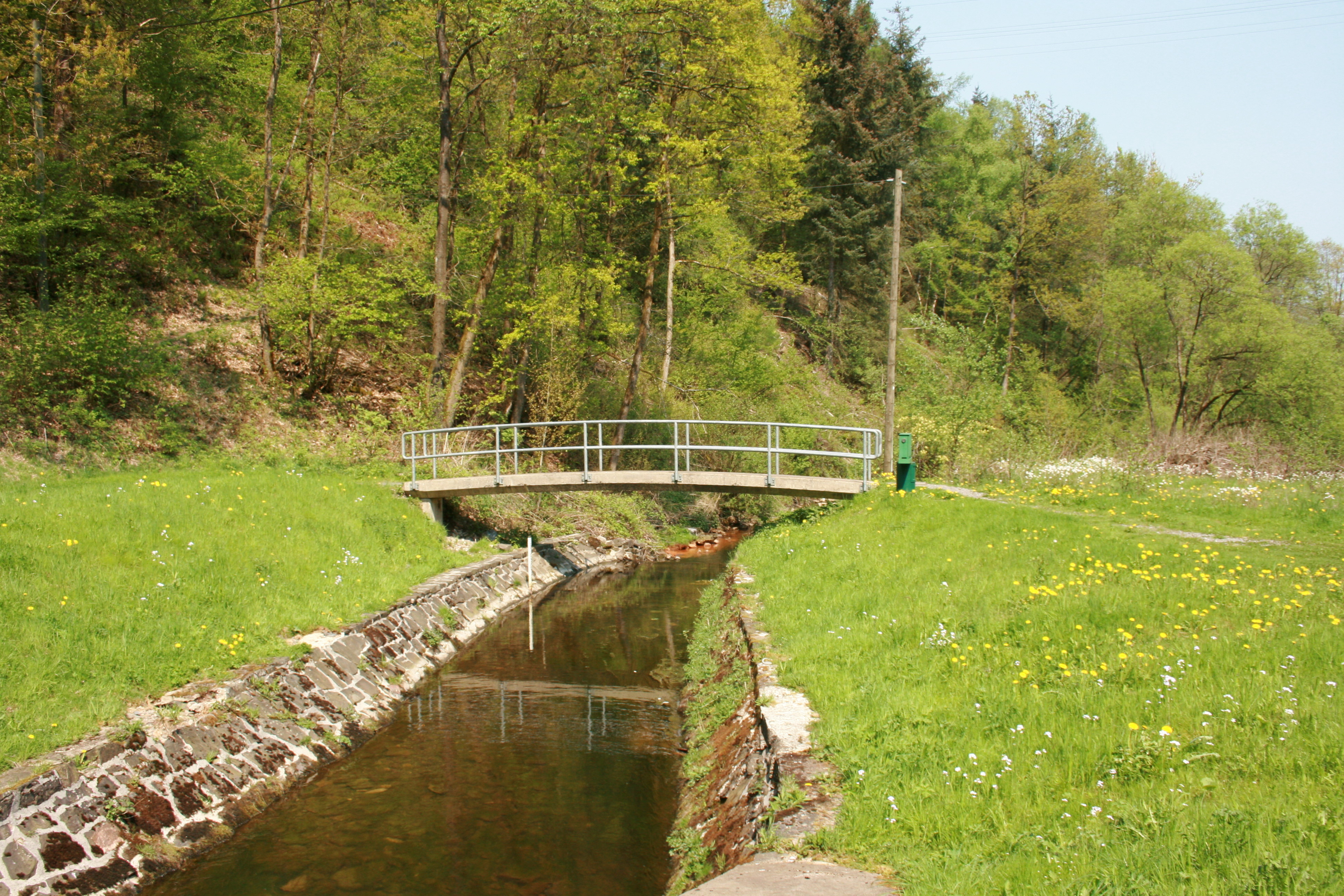

厄斯特河（德語：Oester），是德國的河流，位於該國西部，處於北萊茵-威斯特法倫州，屬於埃爾瑟河的右支流，河道全長15.6公里，流域面積56.2平方公里。